# Adrian Schultheiss

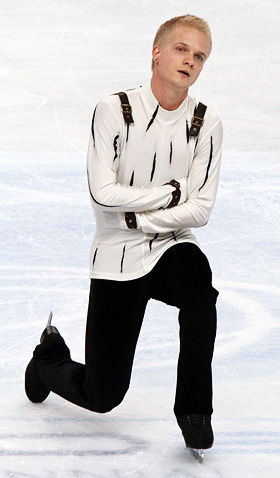
Adrian Schultheiss, Kür 2010

Adrian Schultheiss (* 11. August 1988 in Kungsbacka, Hallands län) ist ein schwedischer Eiskunstläufer, der im Einzellauf startet.
Schultheiss gewann die schwedische Meisterschaft 2006 und war drei Mal schwedischer Vizemeister hinter seinem größten nationalen Konkurrenten Kristoffer Berntsson. Schultheiss war der erste Schwede, der einen Grand Prix bei den Junioren gewinnen konnte. Sein erster Erfolg im Seniorenbereich war der sechste Platz bei der Europameisterschaft 2008 in Zagreb.
Seine bislang erfolgreichste Saison bestritt er 2010, als er in Vancouver bei seinen ersten Olympischen Spielen 15. wurde und bei der Weltmeisterschaft in Turin den 9. Platz belegte. In seinem Kürprogramm in dieser Saison mimte er einen Verrückten und lief in einem Kostüm, welches eine Zwangsjacke darstellen sollte, zu Instrumentalversionen von Teardrop von Massive Attack,
Insane in the Brain von Cypress Hill und Smack My Bitch Up von The Prodigy. Bei den Olympischen Spielen landete Schultheiss als erster Schwede einen vierfachen Sprung.

## Ergebnisse
| Meisterschaft / Jahr    | 2006 | 2007 | 2008 | 2009 | 2010 | 2011 |
| ----------------------- | ---- | ---- | ---- | ---- | ---- | ---- |
| Olympische Winterspiele |      |      |      |      | 15.  |      |
| Weltmeisterschaften     |      |      | 13.  | 18.  | 9.   | 25.  |
| Europameisterschaften   | 20.  |      | 6.   | 18.  | 12.  | 13.  |